# Saipankarekiet
De saipankarekiet (Acrocephalus hiwae) is een zangvogel uit de familie Acrocephalidae (rietzangers). De vogel werd in 1942 door de Japanse vogelkundige Yoshimaro Yamashina geldig beschreven. Het is een ernstig bedreigde, endemische vogelsoort van de eilanden Saipan en Alamagan (noordelijke Marianen).

## Kenmerkern
De vogel is 18 cm lang, zo groot als een grote karekiet. Het is een wat smoezelig uitziende karekiet, met een lange snavel en vaak opstaande veren, vooral de veren van de kruin, tijdens het zingen. De vogel is vuil geel tot licht olijfbruin, van onder is de vogel dof geel en ook de wenkbrauwstreep is dofgeel.

## Verspreiding en leefgebied
Er zijn twee populaties. Op het eiland Saipan werden in 2009 2742 individuen geteld en op Alamagan in 2011 946 individuen. Het leefgebied bestaat uit een mozaïekvormig moeraslandschap met riet in rotsig terrein met beboste ravijnen.

## Status
De saipankarekiet heeft een zeer beperkt verspreidingsgebied en daardoor is de kans op uitsterven groot. De totale grootte van de populatie werd in 2021 door BirdLife International geschat op  2200 tot 3300 volwassen individuen en de populatie-aantallen nemen af door habitatverlies waarbij ongerept gebied wordt 0mgezet in gebied voor agrarisch gebruik, menselijke bewoning en toeristische voorzieningen. Daarnaast bestaat het gevaar dat de bruine nachtboomslang het eiland bereikt. Om deze redenen staat deze soort als ernstig bedreigd (kritiek) op de Rode Lijst van de IUCN.